# Harper County, Oklahoma
Harper County är ett administrativt område i delstaten Oklahoma, USA, med 3 685 invånare. Den administrativa huvudorten (county seat) är Buffalo. 

## Geografi
Enligt United States Census Bureau har countyt en total area på 2 696 km². 2 691 km² av den arean är land och 5 km² är vatten.

### Angränsande countyn
- Comanche County, Kansas - nordost
- Woods County - öst
- Woodward County - sydost
- Ellis County - syd
- Beaver County - väst
- Clark County, Kansas - nordväst